# Opatija Mont Saint Michel
Opatija Mont Saint Michel (francoska izgovorjava: [lə mɔ̃ sɛ̃ miʃɛl]; normanščina Mont Saint Miché) stoji v mestu in otoku Mont-Saint-Michel v Spodnji Normandiji, v departmaju Manche. Stavbe opatije Mont-Saint-Michel so bile grajene približno v istem času kot gotske stolnice in so se nenehno spreminjale. To je bil eden izmed najbolj obsežnih, najtežjih in dragih gradbenih projektov v srednjem veku.
Opatija je bila zaščitena kot francoski zgodovinski spomenik leta 1862. Mont-Saint-Michel in njegov okoliški zaliv sta bila leta 1979 vpisana na Unescov seznam svetovne dediščine zaradi svoje edinstvene estetike in pomena kot katoliškega mesta. Upravlja ga Center za nacionalne spomenike.
Vsako leto otok obišče več kot tri milijone ljudi. Več kot 60 stavb znotraj občine je v Franciji zaščitenih kot zgodovinski spomenik.
Leta 2023 je predsednik Macron obeležil 1000 let opatije in uspeh projekta hidravličnega jezu in povišanega mostu za pešce pri obnovi vodnega toka v zalivu, zaradi česar je gora ponovno postala otok.

## Zgodovina

### Cerkev svetega Michela v 9. in 10. stoletju
Menihi Mont-Saint-Michela so v prvem stoletju svoje ustanove častili nadangela Mihaela. Mont je postal kraj molitve in študija, vendar se je obdobje stabilnosti, znano kot Nevstrija, med vladavino Karla Velikega končalo, ko je umrl. Medtem ko se je preostali del Galije boril proti invazijam, sta vera in znanost našla zatočišče v škofiji Avranches in na Mont-Saint-Michelu.
Sprva so romarji pogosto prihajali na Mont. Potem ko so Vikingi leta 847 zavzeli Mont, so menihi odšli. Toda kot otok je nudil nekaj zaščite lokalnemu prebivalstvu in zato ni nikoli ostal prazen.
Po podpisu sporazuma v Saint-Clair-sur-Epte je Rollo (Gange-Hrólfr "Rollo" Ragnvaldsson de Normandie) začel popravljati škodo, povzročeno na verskih objektih. Velikodušno je financiral Mont in poklical nazaj menihe, ki jih je vojna razselila, ter vrnil Mont v prejšnje stanje.
Bogastvo in podpora, ki ju je Mont nenadoma dobil od Rollaja, sta začela temeljito vplivati na njegove prebivalce in jih oddaljila od samotnega, verskega življenja. Potem ko je Viljem I. Normandijski leta 927 prevzel očetov naslov vojvode Normandije, je svojo podporo razširil na samostane do njegovega atentata leta 942; toda njegovo bogastvo, od katerega so imeli koristi, je še poslabšalo njihov vsakdanji življenjski slog. Zaradi svojih velikodušnih prispevkov Montu sta bila bretonska vojvoda Conan I., ki je umrl leta 992, in Geoffrey I., ki je umrl leta 1008, pokopana v Montu kot dobrotnika.

### Benediktinska opatija
Hitra rast bogastva cerkve-opatije Saint-Michel je postala ovira za njeno funkcijo in naravo. Redovniki so svoje bogastvo, ki je izhajalo iz pobožnosti bogatih okoliških knezov, uporabljali za potešitev svojih užitkov. Lokalni plemiči so poskušali pridobiti naklonjenost vernih prebivalcev Monta, da bi jih porabili za obroke, potovanja in lov v njihovi družbi, kar je postalo njihov glavni poklic.
Ko je Rihard I., sin Viljema I., postal vojvoda Normandije, je skušal uporabiti svojo avtoriteto, da bi jih vrnil k bolj samostanskemu življenju. Potem ko mu to ni uspelo in s soglasjem papeža Janeza XIII. in kralja Lotarja, se je odločil, da ju nadomesti s samostanom benediktinskega reda, kot je omenjeno v Introductio monachorum (umestitev menihov), pogodbi, napisani okrog 1080–1095 menihom Mont-Saint-Michela, ki je poskušal braniti neodvisnost samostana do države.
Potem ko je dobil odobritev lokalnih vojskovodij in redovnikov normanskih opatij, samostanov Saint-Wandrille, Saint-Taurin-d'Évreux in Jumièges, je vojvoda Rihard I. poslal častnika in nekaj vojakov na Mont Saint Michel, da bi razglasil svoj ukaz: vrniti se k redovnemu življenjskemu slogu in postati član benediktinskega reda ali zapustiti Mont. Samo eden je sprejel, vsi drugi pa so odšli, pri čemer je opat Majnard I., ki je prihajal iz opatije Saint-Wandrille, ustanovil Benediktovo pravilo. Umestitev benediktinskih menihov je potekala leta 966, ki je označeno kot leto ustanovitve opatije Mont-Saint-Michel. Ti menihi so dodali dvoladijsko, predromansko cerkev Notre-Dame-sous-Terre.
Williama de Volpiana, italijanskega arhitekta, ki je zgradil opatijo Fécamp v Normandiji, je leta 1060 Rihard II. Normandijski izbral za gradnjo cerkve opatije. Zasnoval je romansko cerkev, pri čemer je križišče transepta postavil na vrh hriba. Da bi nadomestili to težo, je bilo treba zgraditi številne podzemne kripte in kapele, ki so tvorile osnovo za podporno strukturo navzgor, ki jo lahko vidimo danes.

### 12. stoletje
Mont-Saint-Michel je bil na vrhuncu v 11. stoletju, ko je opat Torigni, zasebni svetovalec normandijskega vojvode, Henrika II. Angleškega, okrepil strukturo stavb in zgradil glavno fasado cerkve.

### 13. do 15. stoletja
Leta 1204 je francoski kralj Filip II. Avgust začel prevzemati fevde normandijskega vojvode Ivana Brez dežele. Njegov zaveznik, Guy Thouars, vojvoda Bretanje, se je lotil obleganja Mont-Saint-Michela. Potem ko je požgal vas in pobil prebivalce, mu ni uspelo osvojiti opatije zaradi njenih kamnitih utrdb. Toda požar iz vasi se je razširil na opatijo in jo močno poškodoval.
Filip II. Avgust je zgrožen nad zahtevnostjo svojega bretanskega zaveznika ponudil opatu Jourdainu donacijo za gradnjo novega arhitekturnega sklopa v gotskem slogu, ki je vključeval dodatek refektorija in križnega hodnika. »Merveille«, zgrajen v srednjeveškem normanskem slogu, s krožnim kapitelom, nekaj spandreli iz caenskega kamna in nekaterimi rastlinskimi motivi, je bil dokončan leta 1228.
Karel VI. Francoski je zaslužen za dodajanje večjih utrdb opatiji, gradnjo stolpov in zaporednih dvorišč ter krepitev obzidja.
Ko je Ludvik XI. Francoski leta 1469 ustanovil red svetega Mihaela, je nameraval, da bi cerkev opatije Mont Saint-Michel postala kapela reda, vendar zaradi velike oddaljenosti od Pariza njegove namere nikoli ni bilo mogoče uresničiti.

### Postati zapor
Čeprav so bile nekatere temnice omenjene že od 11. stoletja, se je opatija začela bolj redno uporabljati kot zapor v času Ancien Régime, med vladavino Ludvika XI. pa je postala državni zapor.
Priljubljenost in ugled Mont Saint Michela kot romarskega središča sta z reformacijo upadla in v času francoske revolucije tam ni bilo več menihov. Opatijo so zaprli leta 1791 in jo preuredili v zapor, sprva za zadrževanje klerikalnih nasprotnikov republikanskega režima (v enem trenutku do 300 duhovnikov). Opatija je takrat dobila vzdevek bastille des mers (Bastilja morja).
Leta 1794 je bil na vrh kupole nameščen optični telegrafski sistem, ki ga je zasnoval Claude Chappe, s čimer je Mont-Saint-Michel postal del telegrafske linije Pariz-Brest. Leta 1817 so številne spremembe zgradbe, ki jih je izvedla uprava zapora, povzročile propad hostla, ki ga je zgradil Robert de Torigni.
Med vladavino Ludvika Filipa Orleanskega so nekateri zaporniki začeli protestirati, kar je vodilo do zamenjave direktorja zapora Martina des Landesa. Zahvaljujoč pokvarjenemu sistemu so lahko najbogatejši zaporniki obiskali mesto Mont Saint Michel, drugi so si lahko izposojali knjige iz meniškega skriptorija.
Do 700 jetnikov je delalo v delavnici, ustanovljeni v opatiji, in izdelovalo slamnike, ki so leta 1834 zanetili požar in jo delno poškodovali.
Potem ko so bili tam zaprti nekateri politični zaporniki višjega položaja, kot so Victor Dubourg de La Cassagne, Desforges, Martin Bernard, Armand Barbès in Auguste Blanqui, so nekatere vplivne osebnosti, vključno z Victorjem Hugom, sprožile kampanjo za obnovo tega, kar je veljalo za nacionalno arhitekturo; zaklad, zaradi česar ga je leta 1863 zaprl Napoleon III., 650 zapornikov pa je bilo premeščenih v druge zapore.

### Postaja zgodovinski spomenik in svetovna dediščina
Zapor so dokončno zaprli leta 1863 in opatijo je istega leta najel škof Coutancesa, dokler ni bila leta 1874 razglašena za zgodovinski spomenik.
Leta 1835 je Eugène Viollet-le-Duc obiskal Mont in pozneje dvema njegovima študentoma, Paulu Goutu in Édouardu Corroyerju (slavna Mère Poulard je bila njegova služkinja), naročil obnovo. Nujna dela za utrjevanje in obnovo opatije je izvedel Édouard Corroyer. Leta 1896 so dodali neogotski zvonik, ki se dviga 170 metrov nad morsko gladino.
Nadangela svetega Mihaela na vrhu zvonika (dokončan leta 1898) je leta 1895 začel delati kipar Emmanuel Frémiet v ateliers Monduit, ki je pred tem opravil nekaj dela za Viollet-le-Duca.
Leta 1898 je Paul Gout med izkopavanjem pod tlemi cerkve odkril Notre-Dame-Sous-Terre. Popolnoma so jo izkopali leta 1959, potem ko je dal arhitekt Yves-Marie Froidevaux namestiti betonski nosilec.
V drugi svetovni vojni sta bila opatija in njena okolica pod nemško okupacijo, ki se je začela 20. junija 1940. Postavili so žičnico, vendar je opatija ostala nedotaknjena, saj je nemška komisija za premirje priznala zgodovinski pomen Mont-Saint-Michela. Med nemškim umikom po dnevu D leta 1944 ni bilo nobenega poskusa obrambe območja, ki je bilo jasno do 31. julija.
Mont Saint Michel kot celota in njegov zaliv sta bila leta 1979 dodana na Unescov seznam svetovne dediščine z merili, kot so kulturni, zgodovinski in arhitekturni pomen ter lepota, ki jo je ustvaril človek in naravna lepota.

### Vrnitev menihov
Od leta 1922 se je v opatiji ponovno začelo krščansko bogoslužje.
Leta 1966, ob praznovanju prvega tisočletja opatije, je nekaj benediktinskih samostanov poslalo menihe, da tu preživijo poletje. Konec poletja jih je nekaj ostalo, na čelu z Brunom de Sennevillom iz opatije Bec, s soglasjem države, lastnice kraja. Po letu 1979 so počasi začeli odhajati.
Od leta 2001 so benediktinske menihe zamenjali nekateri iz meniških bratovščin Jeruzalema, ki izvirajo iz cerkve Saint-Gervais v Parizu.

## Arhitektura
Zgrajen v slogu romanike, gotike in klasicizma - je bil samostan na Mont-Saint-Michelu v srednjem veku imenovan merveille ('čudež'), saj si skoraj nihče mogel predstavljati, kako je bil tako ogromen kompleks stavb načrtovan in zgrajen na vrhu gore v treh nivojih.
Za skoraj vse stavbe v samostanu je bila uporabljen granit iz enega od manjših sosednjih otočkov (Iles Chausey), kjer so ga pridobivali in s splavi, čolni in tovornimi ladjami pripeljali, kjer so ga fino obdelali na licu mesta. Iz zelo vremensko odpornega granita pa ni lahko fino izdelati skulpture, zato celotna konstrukcija nima likovnih dekoracij. Le nekaj - zaščitene pred slanim dežjem in vetrom - so sestavine kora v opatijski cerkvi in samostanu iz lažjega in bolj fino obdelanega apnenca, ki ga je bilo treba prepeljati od drugod.
- Tloris nivoja 3 (samostanska cerkev, samostan in refektorij s kuhinjo)
- Tloris nivoja 2 (Spodnja cerkev, viteška dvorana, soba za goste ...)
- Tloris nivoja 1 (salle de l'Aquilon-kripta, dvorana miloščine, vinska klet ...)

### Stavba opatije - zgornji nivo

#### Opatijska cerkev
Delo na prvotni sedempolni (danes samo štiripolni) cerkvi ([l'abbatiale] Napaka: {{Jezik-xx}}: prečrkovanje latn besedila (pomoč)) se je začela leta 1023 in je bila leta 1084 končana kot predromanska cerkev s trinadstropnim zidom (arkade, empore, svetlobno nadstropje). Tako je bila ena od prvih stavb normanske cerkvene arhitekture v Franciji. Verjetno zaradi strukturnih razlogov, je bila ladja oblikovana le s preprostimi lesenimi tramovi - morda s spuščenim stropom - (danes les za oboke izvira iz 19. stoletja). Kor in transept romanske stavbe je arhitektonsko poudarjen s kamnitim banjastim obokom; stranski ladji sta imeli dosledno banjast obok. Dominantna komponenta sakralnega objekta je bil odprt stolp z lanterno, vendar je propadel leta 1103 in poškodoval dele severne stranske ladje. Stolp in stene ladje so bili v kratkem času predelani na podoben način; manjše razlike med severno in južno steno so prepoznavne. Križanje ladij je bilo okrepljeno z močnim grozdom stebrov in stabiliziran z rebrastim obokom.
Ali je romanski kor v 15. stoletju pokazal strukturne poškodbe ali celo propadel, ali pa je bil - kot v mnogih drugih primerih - nadomeščen z novo gradnjo (1446-1521) v poznem gotskem slogu, je nejasno. Kakorkoli že - zgradili so ga iz svetlega apnenca, zunanjost iz granita - je kor samostanske cerkve, s svojim dobro izpostavljenim triforijem eden od najlepših v Normandiji in v celotni Franciji.
Po udaru strele leta 1776, če ne celo prej, so se pokazale na nekdanji zahodni fasadi z dvema stolpoma, katere srednjeveški izgled (razen iluminacije v Knjigi Stundenbuch des Herzogs von Berry) je malo poznan, razpoke in tako so - v dobi razsvetljenstva - tri zahodne oboke ladje porušili, skupaj z dvema stolpoma na fasadi in nikoli obnovili. Namesto tega je bila cerkev na zahodu brez stolpa in - zaprta neprijazna fasada v klasičnem slogu - brez dekoracije. Danes je cerkveni trg tako dvakrat večji kot je bil v srednjem veku.

#### Dormitorij
Spalnice srednjeveških menihov so bile takoj severozahodno od opatijske cerkve. Te niso bile, kot je razvidno iz številnih primerov, neposredno dostopne (stopnice) iz cerkve. Menihi so morali namesto tega skozi majhno dvorišče vstopiti skozi majhen portal v severni ladji cerkve. Spalnice niso bile uporabljene od 16. ali 17. stoletja in uničene, v bistvu porušene z zahodnim delom cerkvenih obokov. Preostali ostanki se zdaj uporabljajo kot zakristija, ki ni odprta za obiskovalce.

#### Refektorij
Refektorij je bil zgrajen v 13. stoletju nad dvorano za goste na severni strani cerkve in je eden od mnogih arhitekturnih vrhuncev opatije. Ima več kot 50 oken, od katerih sta le dve vidni ko se vstopi v sobo v vzhodni steni - vsa ostala pa so skrita v globinah stranskih sten, ki delujejo kot skoraj neskončna galerija arkad. Mogoče je sklepati, da je bila ta izjemna rešitev manj izbrana zaradi estetskih razlogov, ampak predvsem zaradi stabilizacije zunanjih sten proti vetru. Nobeden od oken v refektoriju nima krogovičja v področju loka - ta dekorativni element je dolgo ostal samo za sakralne objekte (cerkve in kapele gradov). V enem izmed lokov na južni strani je dvignjen sedež, iz katerega so menihi brali na glas med obroki. Približno 10 metrov široka in 30 metrov dolga soba je brez srednje podpore in nima kamnitega oboka, temveč le lesene tramove. Med obsežno obnovo v 19. stoletju, so bila dodana pod obok vodoravna sidra. Akustika je izjemno dobra - tako se prostor uporablja tudi za koncerte.
Opatijska kuhinja je takoj na jugu refektorija. Njena dva dimnika, sta kot okrogla stolpa, vidna iz križnega hodnika. 
En stolp z zvonikom ima v notranjosti spiralno stopnišče in služi kot stopnišče do strehe.

#### Križni hodnik
Križni hodnik so zgradili v letih 1225-1228 nad viteško dvorano. Nekoliko trapezne oblike je križni hodnik eno od čudovitih delov samostana. Tanki (dvojni) stebri delujejo nenaravno. Tipični arhitekturni okras za Normandijo, podedovan od islamske arhitekture na Siciliji, je v številnih verskih objektih v Normandiji in v Angliji, vendar se tu kaže na edinstven način - optično slepi elementi delujejo tridimenzionalno, razporejeni v globino sekajo loke. Narejeni so iz apnenca, loki so bogato okrašeni s figurativnimi in rastlinskimi elementi.
Zelo malo stebrov križnega hodnika je še originalnih. Velika večina je bila zamenjana v 19. stoletju, v okviru celovite sanacije. Celoten samostan je iz statičnih razlogov pokrit le z lesenim obokom.

#### Arhiv
V majhni stavbi, nedostopni za obiskovalce, v severozahodnem delu samostana je arhiv (chartrier) opatije, kjer hranijo dokumente o zgodovini samostana.

#### Kapiteljska dvorana
Zahodno od samostana, bi morala kapiteljska dvorana navezati svojo podstrukturo, ki ni bila nikoli zgrajena. Neučinkovit, vendar z varnostnim steklom zaprt portal s spremljajočimi stranskimi okni, je spomin na to načrtovano idejo. Običajno potekajo v kapiteljski dvorani razprave menihov predvsem o posvetnih temah (upravljanje sredstev, načrtovanje, organiziranje dela, sprejem novincev, itd.), zato je to moralo potekati v drugih prostorih opatije.

### Stavba opatije - srednji nivo

#### Garderoba menihov
Tako imenovana dvorana za preoblačenje menihov prihaja iz poznega 11. stoletja in je bila verjetno prvotno preprosto križni hodnik. Ali pa pet monolitnih centralnih stebrov in rebrasti oboki spadajo v prvotno strukturo, je malo verjetno. Če bi bilo tako, bi bilo obokanje eno prvih (poleg Durhama, Speyerja in morda Lessaya) v srednjem veku. Severna stran sobe ima več manjših okenskih odprtin s poševno odrezanimi podboji za boljšo osvetlitev. Prostor je bil nad nekdanjo spalnico.

#### Kapela 30 sveč
Vzhodno od prostora za garderobo menihov, pod severno prečno cerkveno ladjo, je kapela tako imenovanih 30 sveč, navadna gradnja iz 11. stoletja v zgodnji romanski obliki.

#### Notre-Dame-sous-Terre =
Enostavna stara samostanska cerkev iz 10. stoletja, ki ni bila primerna za koncept načrta za novo stavbo, vendar je ni bilo treba, zaradi svoje funkcije kot cerkev, v času gradnje porušiti. Zato je med sredino in spodnjo ravnijo. Po zaključku nove opatijske cerkve je bila celotna soba zapolnjena in so jo odkrili šele v 19. stoletju in izpraznili. Sedanji prostor je razdeljen z močnimi osrednjimi stebri v dve ladji, v vsaki stoji oltar na vzhodnem koncu.

#### Kapela sv. Martina
Enoladijska in povsem neokrašena zgodnje romanska kapela je bila zgrajena v 11. stoletju in je na južnem delu prečne cerkvene ladje. Za oltarjem je majhno vzhodno okno, ki daje le skromno svetlobo.

#### Tekalna steza in vzpenjača
Za gradnjo Merveille je služila srednjeveška nagnjena ravnina, na kateri so s pomočjo tekalne lesene steze na kolesih vozili gradbeni material (opeka, malta, les, skrilavec, železo, svinec, itd), kot tudi orodje in pohištvo iz vznožja gore. Današnje pogonsko kolo izvira iz zgodnjega 19. stoletja in je povezano z vitlom za prevoz nagnjenega dvigala. Ali je bil podoben tekač v srednjem veku (kot je verjetno) ali pa so težka bremena dvigali moški z vrvmi in mišično močjo, ni znano.

#### Kripta debelih stebrov
Gradnja poznogotske kripte se je začela leta 1446, in se je redko uporabljala zaradi prevladujoče teme. S svojimi ogromnimi okroglimi stebri brez kapitelov, vendar z lepo profiliranimi poznogotskimi rebri se zdi, da rastejo iz stebrov kot veje in nosijo težo zgornjega, tudi poznogotskega, vendar veliko bolj fino izdelanega kora opatijske cerkve.

#### Cisterna
Za korom kripte je cisterna za shranjevanje deževnice, ki so jo zbirali s streh kora in opatijske cerkve. Kopanje vodnjaka skozi trdo skalo bi bilo predrago, prav tako pa bi verjetno našli le slano vodo.

#### Viteška dvorana
Tako imenovana Viteška dvorana iz zgodnjega 13. stoletja, je verjetno nekdanji skriptorij samostana. V poznem srednjem veku je postal kot tak neuporaben, zaradi izuma tiska. Velik 26 x 18 m, je bil prostor s tremi stebri razdeljen v štiri dele in opremljen z lepim rebrastim obokom. Soba z dvema velikima stenskima kaminoma je bila kasneje verjetno dejansko bolj reprezentativen in / ali služila kot sprejemna dvorana.

#### Dvorana za goste
Vzhodno od viteške dvorane in nad dvorano miloščine je prostor, ki ga šest vitkih stebrov deli v dve 35-metrski ladji za goste z dvema velikima kaminoma v južni steni in lepo rebrastim obokom. Kadar so potekale pogostitve, je bila dvorana razdeljena na dva dela s preprogo kot zaveso. Del pa je služil kot kuhinja, del pa kot jedilnica.

### Stavba opatije - spodnji nivo
Funkcija izvirnih značilnosti prostorov v kleti je zelo nejasna. Zelo verjetno je, da so bili tu v prvi fazi nameščeni vsi potrebni objekti samostana: kapiteljska dvorana, hodnik, spalnice in refektorij. Potem ko so bile dokončane višje ravni, so kletne prostore namenili za druge namene.

#### Kripta Aquilon
Zelo preprosta, z močnimi prečnimi loki, križno obokana, poimenovana po bogu Aquilonu, kripta sega v začetek 11. stoletja in se naslanja na debele monolitne stebre z lepimi kapiteli. Območje se je dolgo uporabljalo kot bolnišnica. Zgoraj je garderoba menihov.

#### Dvorana miloščine
Dvoladijska dvorana za miloščino se je uporabljala skoraj vsak dan več stoletij kot jedilnica in spalnica za prihajajoče romarje, med katerimi bi lahko bili tudi berači in so dovolj pogosto prišli z zadnjimi močmi. Zato so bili tu tudi bolničarji samostana. Zgoraj je soba za goste.

#### Klet (shramba)
Vsak srednjeveški samostan je potreboval prostor za shranjevanje potrebščin in trajnih dobrin vseh vrst (vino, moka, olje, sir, maslo, suho sadje, posušene ribe, ...). Prav tako korenasto zelenjavo (korenje, zelena, črni koren, ...) shranjeno v zabojih, napolnjenih z zemljo za čez zimo. Zaloge so običajno dostavljali kmetje in ribiči iz okolice in jih potegnili skozi veliko okno v severni steni "Merveille". Tik ob njej je bil vrt, vendar so ga res uporabljali in vzdrževali le v srednjem veku.
Enostavna, s tremi ladjami, ima shramba kvadratne zidane stebre, na katerih počiva trden banjast obok. Nad kletjo za shranjevanje je Viteška dvorana.

## Oprema
Od nekdanje bogate notranjosti samostana je malo ohranjenega, kar je posledica ropanja in uničevanja v času francoske revolucije. Zgornji prostori so večinoma brez pohištva ali tapet. Nekateri reliefi iz apnenca, narejeni leta 1547, so ohranjeni.

## Orgle
Orgle v opatijski cerkvi so bile zgrajene leta 1965, izdelala jih je družba Beuchet-Debierre v južni prečni ladji. Imajo dva manuala in pedal ter 23 registrov. Instrument je na električni pogon.

## Pomen
Opatija Mont-Saint-Michel je eden največjih ohranjenih arhitekturnih kompleksov evropskega srednjega veka in nedvomno eden izmed najbolj znanih in najbolj obiskanih spomenikov na svetu. Stavbe samostanskega hriba nudijo vpogled v kompleksnost nalog srednjeveškega samostana, ki so sicer v Franciji, zaradi raznolikega uničenja med in po času revolucije, vidne samo v nekdanjem cistercijanskem samostanu Fontenay (Burgundija).